# Bakó Gábor (táncművész)
Bakó Gábor (Budapest, 1968. április 25. –) magyar táncművész, koreográfus, tánctanár.

## Élete
Szakmai tanulmányait 1983-ban Jeszenszky Endre magániskolájában kezdte, ahová testvére, Bakó Géza vitte el. 1986-ban lett a Rock Színház tagja, vezető szólistája lett, Krámer György választotta ki. 
1990-1992 között a Magyar Állami Operaház tagja volt, majd 1993-tól több éven keresztül a Csokonai Nemzeti Színházban jazzbalett igazgató volt. Huszonöt éves korától tanít, koreografál, 1990 óta számos táncelőadás, valamint zenés színházi produkció sikerénél közreműködött. 
A táncpedagógus-képzőt is elvégezve, a Színház- és Filmművészeti Egyetem tanára (1990-2000), 1998 óta dzsessztáncpedagógus, a Kertész utcai Művészeti Általános Iskolában is oktat gyerekeket.

## Elismerések
EuroPAS Magyar Táncdíj (2010)

## önálló koreográfusként
- Liszt Ferenc úr boldogságos pokoljárása
- Ankonai szerelmesek – Radnóti Színház
- Légy jó mindhalálig-Rock Színház
- I love Budapest – Merlin Színház
- Arany János balladái – Merlin Színház
- Régi nyár – Győri Nemzeti Színház
- Grease – Győri Nemzeti Színház és Zalaegerszegi Nemzeti Színház
- Hotel Menthol – Operett Színház
- Doktor úr – Kecskeméti Katona József Színház
- West Side Story – Győri Nemzeti Színház

## Film
- Anconai szerelmesek (szín., mb., magyar színházi közv., 1997) (TV-film) koreográfus
- Fenyő Miklós – Novai Gábor: Hotel Menthol (szín., magyar musical) (TV-film) koreográfia és tánc

## Színház
- AIDA koreográfus – bemutató: Margitszigeti Színpad
- Aida koreográfus – bemutató: Vörösmarty Színház
- Anconai szerelmesek koreográfus – bemutató: Radnóti Miklós Színház
- Anconai szerelmesek koreográfus – bemutató: Ruttkai Éva Színház
- Anconai szerelmesek koreográfus – bemutató: 2006. december 16. Győri Nemzeti Színház
- Egy bohém rapszódiája koreográfus – bemutató: 2009. július 31. Margitszigeti Színpad
- Chicago koreográfus – bemutató: 2007. március 24. Győri Nemzeti Színház
- A cigánybáró koreográfus – bemutató: 2001. február 17. Győri Nemzeti Színház
- Csókos asszony koreográfus – bemutató: 2001. április 28. Győri Nemzeti Színház
- Csókos asszony koreográfus -bemutató: 2006. október 19. Thália Színház
- A fantasztikusok koreográfus – bemutató: 2004. január 9. Magyar Színház
- A fényeken túl koreográfus – bemutató: Győri Nemzeti Színház
- Funny Girl koreográfus – bemutató: 2001. szeptember 28. Budapesti Operettszínház
- Grease (Pomádé) koreográfus – bemutató: Arcvonal Irodalmi Kávézó Bubik István Színpada
- Hair rendező, koreográfus – bemutató: 2000. november 11. Győri Nemzeti Színház
- Hallatlan és halhatatlan Raqs Sharqi – szakértő bemutató: Thália Színház
- Hello, Dolly! koreográfus – bemutató: Győri Nemzeti Színház
- Hotel Menthol koreográfus – bemutató: 2000. január 8. Győri Nemzeti Színház
- Hyppolit, a lakáj koreográfus – bemutató: 2008. szeptember 26. Veszprémi Petőfi Színház
- Jövőre, veled, ugyanitt! koreográfus – bemutató: 2005. december 10. Budapesti Operettszínház
- Leányvásár koreográfus – bemutató: 2004. április 24. Győri Nemzeti Színház
- Made in Hungária koreográfus – bemutató: Győri Nemzeti Színház
- Maya koreográfus – bemutató: 2006. szeptember 23. Győri Nemzeti Színház
- Miss Saigon koreográfus – bemutató: Színház- és Filmművészeti Egyetem (Ódry Színpad)
- Miss Saigon koreográfus – bemutató: 2004. december 11. Győri Nemzeti Színház
- Nyomorultak rendező, koreográfus – bemutató: 2001. december 1. Győri Nemzeti Színház
- A nyomorultak koreográfus – bemutató: 2010. szeptember 24. Kecskeméti Katona József Színház
- Otelló Gyulaházán koreográfus – bemutató: Győri Nemzeti Színház
- Ping-Szving – Eszenyi Enikő estje tánc – bemutató: 2002. január 5. Orlai Produkciós Iroda
- Pipifarm – The Best Little Whorehouse in Texas színész, koreográfus – bemutató: Győri Nemzeti Színház
- Prima matéria közreműködő – bemutató: Gropius Színházi Műhely
- Rocky Horror Show koreográfus – bemutató: 2004. április 18. Musical Színház
- Rongyláb koreográfus – bemutató: 2006. március 11. Győri Nemzeti Színház
- Solutio – A madarak tanácskozása színész – bemutató: 2010. november 28. Gropius Színházi Műhely
- A tanú koreográfus – bemutató: 2003. április 26. Karinthy Színház
- Turandot mozgás – bemutató: 2006. február 4. Győri Nemzeti Színház
- Valahol Európában koreográfus – bemutató: 2003. február 1. Győri Nemzeti Színház
- Veronai fiúk koreográfus – bemutató: 2003. április 12. Győri Nemzeti Színház
- A vöröslámpás ház koreográfus – bemutató: 2005. november 5. Győri Nemzeti Színház
- Webber koreográfus – bemutató: 2004. szeptember 25. Győri Nemzeti Színház
- Shakespeare, vagy akit akartok rendező, koreográfus – bemutató: 2008. augusztus 1. Magyarock Dalszínház Színházi Egyesület